# Římskokatolická farnost Hoštice u Volyně
Římskokatolická farnost Hoštice u Volyně je zaniklé územní společenství římských katolíků v rámci strakonického vikariátu Českobudějovické diecéze. Farnost zanikla 31. prosince 2019, jejím právním nástupcem je od počátku roku 2020 farnost Volyně.

## O farnosti

### Historie
Plebánie v Hošticích existovala od roku 1553, v pozdější době však zanikla a byla přičleněna k Volyni. Až roku 1785 byla ve vsi zřízena lokálie, povýšená roku 1857 na samostatnou farnost. Nejstarší dochované matriční knihy jsou z roku 1787. V jádru renesanční kostel Narození Panny Marie z roku 1593 byl po úpravách v 18. století znovu vysvěcen v roce 1795. V budově fary z 90. let 18. století sídlila i škola.
Farnost přestala být ve 20. století obsazována sídelním knězem. 

### Současnost
| Fotografie | Kostel                      | Místo                    | Bohoslužba              | Bohoslužba                          | Poznámka                      |
| ---------- | --------------------------- | ------------------------ | ----------------------- | ----------------------------------- | ----------------------------- |
|            | Kostel Narození Panny Marie | Hoštice                  | 1. a 3. sobota v měsíci | 16.00 (zimní čas) 18.00 (letní čas) | filiální, bývalý farní kostel |
|            | Kaple Panny Marie           | Milejovice               | neslouží se pravidelně  | neslouží se pravidelně              | obecní kaple                  |
|            | Kaple sv. Jana Nepomuckého  | Strunkovice nad Volyňkou | neslouží se pravidelně  | neslouží se pravidelně              | obecní kaple                  |